# Butch Walker
Butch Walker (* 14. November 1969 in Cartersville, Georgia, als Bradley Glenn Walker III) ist ein US-amerikanischer Solokünstler, Musikproduzent und Songschreiber.

## Karriere als Musiker
Butch Walker wuchs in Cartersville, Georgia, auf und betätigte sich während der 1980er-Jahre in zahlreichen Rockbands (u. a. Bad Boyz, Byte the Bullet) als Gitarrist. 1988 brachte er Byte The Bullet nach Los Angeles, wo sie bei Virgin Records unter Vertrag kamen. Die Band änderte ihren Namen in SouthGang und veröffentlichte zwei Alben: Tainted Angel (1991) und Group Therapy (1992). SouthGang war eine der ersten amerikanischen Bands, die durch die Volksrepublik China tourten.
Nach dem Aus der SouthGang bildete Walker zusammen mit Ex-SouthGang-Mitglied Jayce Fincher und Mitch McLee Dough Mitchell einige bekannte Bands während der 1990er, u. a. The Floyds, Floyds Funk Revival und schließlich die populäre Band Marvelous 3. Unter diesem Namen hatten sie kommerziellen Erfolg mit dem Song Freak of the Week. Nachdem sich die Band 2001 trennte, begann Walker, an seiner Solokarriere zu basteln. Er veröffentlichte die Alben Left of Self Centered (2002), Letters (2004) und The Rise and Fall of Butch Walker and the Let’s-Go-Out-Tonites (2006). 2005 spielte Butch Walker über 200 Live-Shows in den USA und Japan. Außerdem gründete er mit Michael Guy Chislett von The Academy Is... und Darren Dodd die Band 1969, deren Album am 1. April 2008 erschien.
Viele der von ihm geschriebenen Songs wurden Hits für andere Künstler, beispielsweise schrieb er Bowling for Soups Hit Girl All the Bad Guys Want. Er schrieb und produzierte Songs für Künstler wie Avril Lavigne, Family Force 5, Pink, Lindsay Lohan, Lit, Simple Plan, Sevendust, Injected, The Donnas, Hot Hot Heat, American Hi-Fi, Default, Gob, Midtown, Puffy AmiYumi, Pete Yorn, Fall Out Boy, Quietdrive, The All-American Rejects, SR-71, Rock Star: Supernova, The Academy Is… und The Cab. Walker schrieb auch zusammen mit Tommy Lee den Hit Good Times.
2005 veröffentlichte Butch Walker seine erste DVD, Live at Budokan und wurde zum Rolling-Stone-Magazin zum Produzenten des Jahres gewählt. Am 17. März 2008 erschien seine zweite Live-DVD, Leavin’ the Game on Luckie Street, die das Konzert im Tabernacle in Atlanta, welches im Spätherbst 2007 aufgezeichnet worden war, enthält. Zu dieser DVD gibt es auch einen Tonmitschnitt, der auf seiner Seite bei FriendsOrEnemies.com für 5.99 $ oder 0 $ (mit einer niedrigeren Bitrate) zu erwerben war.
Walker war Gastjuror in der zweiten Staffel der amerikanischen Reality-TV-Show Rock Star: Supernova. Er produzierte das Album der Siegerband, das am 21. November 2006 erschien.
2007 sang Walker Background auf You’re Crashing, but You’re No Wave von Fall Out Boy. Er produzierte den Track Don’ U Know Who I Think I Am? mit dem Sänger Patrick Stump und hatte auch einen kurzen Auftritt im Video zu This Ain’t a Scene, It’s an Arms Race.
Butch Walker hatte auch Gastauftritte in den Videos Slow Down und We’ve Got a Big Mess on Our Hands von The Academy Is... und auch in Pinks Video zu So What. Als Geste des Dankes trat Avril Lavigne in seinem Musikvideo zu Bethamphetamine (Pretty Pretty) (2006) auf.
2008 begann Butch Walker, viele Daten für neue Songs, DVDs, Shows, neue Alben mit 1969 und ein neues „Butch Album“ bekanntzugeben. Das Album trägt den Titel Sycamore Meadows und sollte ursprünglich im Juli 2008 veröffentlicht werden. Aus persönlichen Gründen verschob Walker den Erscheinungstermin aber auf 11. November 2008.
2010 tourte Walker mit den Black Widows als Special Guest auf der P!nk Funhouse Summer Carnival Tour durch Europa.
2011 veröffentlichte er seine Autobiographie Drinking with Strangers: Music Lessons from a Teenage Bullet Belt.

## Dokumentarfilm
Der Film Butch Walker: Out of Focus (von Shane Valdez und Peter Harding) wurde erstmals während des Nashville Film Festivals gezeigt (April 2012). Die deutsche Erstaufführung fand im Rahmen des 19. Filmfest Oldenburg am 15. September 2012 in der JVA Oldenburg (Hochsicherheitsgefängnis) statt.

## Privatleben
Butch Walker verlor Ende November 2007 bei den Waldbränden in Südkalifornien seinen gesamten Besitz, unter anderem jeden Songmaster, der sich in seinem Haus in Malibu befand.

## Diskografie

### Alben
- Left of Self-Centered (2002)
- Letters (2004)
- This Is Me... Justified and Stripped (2004, Livealbum)
- The Rise and Fall of Butch Walker and the Let’s-Go-Out-Tonites (2006)
- Leavin’ the Game on Luckie Street (2008, Livealbum)
- Sycamore Meadows (2008)
- I Liked It Better When You Had No Heart (2010)
- The Spade (2011)
- Afraid of Ghosts (2015)
- Stay Gold (2016)

### EPs
- Heartwork (2004)
- Cover Me Badd (2005)
- Peachtree Battle (2013)

### Singles
- Last Christmas/Wake Me Up GO! GO! mit Yuji Oda (2004)

### Videoalben
- Live at Budokan (2005)
- Leavin' the Game on Luckie Street DVD (2008)
- Butch Walker: Out of Focus (2012) (noch nicht im Handel)

### Guest Vocals
- You’re Crashing But You’re No Wave von Fall Out Boy (2007)

## Produzierte Alben
- Avril Lavigne – Under My Skin (2004)
- Avril Lavigne – The Best Damn Thing (2007)
- Family Force 5 – Business Up Front/Party in the Back (2006)
- Bowling for Soup – Drunk Enough to Dance (2002)
- Pink – I’m Not Dead (2006)
- Pink – Funhouse (2008)
- Lindsay Lohan – A Little More Personal (Raw) (2005)
- Simple Plan – Still Not Getting Any... (2004)
- Sevendust – Seasons (2003)
- Injected – Burn It Black (2002)
- The Donnas – Gold Medal (2004)
- Hot Hot Heat
- American Hi-Fi – Hearts on Parade (2005)
- Default – Elocation (2003)
- Gob
- Midtown – Forget What You Know (2004)
- Pete Yorn – musicforthemorningafter (2001)
- Pete Yorn – Day I Forgot (2003)
- Pete Yorn – USNightcrawler (2006)
- Fall Out Boy – Infinity on High (2007)
- Fall Out Boy – Save Rock and Roll (2013)
- Quietdrive – When All That's Left Is You (2006)
- All-American Rejects
- SR-71 – Tomorrow (2002)
- Rock Star Supernova – Self Tittled (2006)
- The Academy Is... – Santi (2007)
- The Automatic – This Is a Fix (2008)